# ريسان الساري
ريسان الساري او ريسان حسن الساري او ريسان السواري مواليد 1976 هو صحفي و مناضل احوازي و استاذ 

## نبذة
ريسان حسن الساري أعزب من مواليد 1354ش 1976 م معلم في دائرة التعليم والتربية مكان الإقامة في الأحواز حي الشكارة الثالثة في مسير كوت عبد الله
اعتقل في مقر عمله دائرة التعليم والتربية وأسباب الاعتقال مقاومة الاحتلال الإيراني تاريخ الاعتقال 1384 ش 2006 

## الصحفي والمناضل
ريسان الساري أو ريسان السواري هو المعلم الشهيد کان يقوم بدور الصحفی والناشط وهو شخص عربي أحوازي من أقليم عربستان
شعب الأحواز عربي ويوجد لديهم من المذاهب الإسلامية سنه وشيعه ويعانون حسب وصفهم من الاضطهاد والقمع حتى في الأسماء العربية يمنعون من اختيار الاسم
كان تسمي عمر عثمان وهي أسماء عربية ولكن أيضا هي أسماء لرموز سنية يرفضها متعصبوا الشيعة ان تتواجد بينهم ويرفض تواجد أي تراث عربي لانها تعتبر اساءة للفرس ويتشاركون في الاضطهاد مع جميع الأعراق البلوش والتركمان والارمن والأكراد وغيرهم من الأعراق ومن يحدد هم لايشكلون في إيران 30% من مجموع السكان وكان ريسان رمز للاحوازيين في النضال ومطالبه الحقوق

## الخلاف مع الحكومة الإيرانية
ريسان يعشق امته العربية ومتيم بالاحواز والمدن الاحوازية التي تربى فيها ابطال مثله قدموا للاحواز ارواحهم ثمنا للعز المفقودوكان يردد 
بيت الشعر المعروف للشاعر العربي أبو القاسم الشابي الذي 
افتعل عرسه في بيت شعر عربي في الأحواز وهذا ما اثار غضب السلطات الإيرانية لان هذه عادات عربية الأحواز

## الإعدام
تم إعدامه في إيران بحجة الخلاف المذهبي بين أهل السنة والشيعة وكانت التهمة الموجهة له تهمة نشر الوهابية.

## تقبيل حبل المشنقة
أصبح ريسان الساري محل اعجاب ورمز للشجاعة والنضال لدى الاحوازيين وذلك لأنه قبل تنفيذ حكم الإعدام بحقه قام ريسان بتقبيل حبل المشنقة قبل أن يتم وضع رأسه فيها فمنذ ذلك الوقت أصبح الأحوازيون ينشدون الهوسات باسمه ومنها بيت الشعر الشهير:
ريسان اسمك رفعة راسي ,,, ولو ضاع اسمك قول احوازي

## من وصيته
في نهاية وصيته كتب ريسان إلى اخوته الاحوازيين وعد الله سبحانه وتعالى للشهداء حيث يقول في كتابه المبين:
```
((
و لا تحسبن الذين قتلوا في سبيل الله امواتا بل احياء عند ربهم يرزقون
)) صدق الله العظيم.
```

بعدها بساعات أقدمت السلطات الإيرانية على إعدامه